# Семья ацтеков
Семья́ ацте́ков — организованная социальная группа ацтекского общества, связанная кровным родством или брачными узами. Как правило, семья была полигамной (полигиния), так как мужчина мог иметь более одной жены. Семья ацтеков создаётся только через заключение брака с проведением соответствующих обрядов и гаданий. Сожительницы (наложницы) в семью не входят, несмотря на то, что выполняется критерий совместного проживания, а иногда и наличия общих детей. Семейные отношения, процессы бракосочетания и развода, имущественные вопросы, связанные с семьёй, и вопрос о ребёнке регламентировались законом, граничащим с традициями ацтеков.

## Структура семьи
Структура семьи ацтеков предполагает её деление на категории по ряду признаков. Две крупные разновидности семьи относительно конкретно взятого человека: кровные родственники — родители (мать, отец), дети, братья, сёстры, дяди, тёти, двоюродные и троюродные родственники; некровные родственники — жена, кровные родственники жены. Юридически к родственникам относили усыновителей (удочерителей) и усыновлённых (удочерённых).
Полигамия — это естественная необходимость ацтеков, поскольку частые войны требовали быстрого восстановления человеческого потенциала Теночтитлана. Рождение детей было приоритетной задачей. Таким образом, один мужчина мог иметь несколько жён (обычно столько, сколько мог содержать) и наложниц.

## Семейное право
В ацтекском обществе наибольшими правами пользовались мужчины, что, однако, не означает абсолютной бесправности женщин. Будучи главой семьи, муж не являлся повелителем — его прямой обязанностью было содержать семью. Жёны мужа, в свою очередь, также имели разный набор прав и обязанностей в зависимости от старшинства: первая жена называлась старшей, а её дети имели непосредственное право наследования привилегий и имущества. Среди детей старшей жены наибольший авторитет и право на наследство имел всегда первенец. На него составлялось завещание, в котором отмечался факт передачи первому ребёнку всего движимого и недвижимого имущества. В особых случаях решением семейных споров по вопросам наследования занимался суд.
Разность правового статуса мужчины и женщины в семье ацтеков усматривается в том, что мужчины имели возможность вступать в брак с несколькими женщинами, вступать в половую связь с девушками и женщинами, не являющимися их жёнами (за исключением уже замужних женщин). Роль мужчины в обществе, тем самым, была более значимой. Возраст вступления в брак для мужчин определялся тем, насколько он подготовлен к предстоящим трудностям жизни (обычно — в 20 и более лет). Женщины выходили замуж намного раньше.
В то же время, некоторые основные права, регламентируемые законом и моралью, были разделены поровну между мужчиной и женщиной. И те, и другие имели право на развод и последующее повторное вступление в брак. Бракоразводный процесс был добровольным. Мужчины могли быть инициаторами развода в случаях, если женщина была бесплодна, не исполняла своих домашних обязанностей или вела непристойный образ жизни. Женщина подавала на развод, если муж избивал её, не участвовал в семейной жизни (в первую очередь — не обеспечивал семью). Доказательство вины одной из сторон на судебном процессе позволяло заявить свои претензии другой стороне на часть имущества (обычно — половину). Передел детей был традиционно недолгим: мальчики до трёх лет и девочки оставались с матерью, а мальчики, достигшие трёхлетнего возраста, — с отцом. Повторное вступление женщины в брак было возможно после достижения её детьми трёхлетнего возраста, и объясняется это тем, что кормление грудью продолжается все первые три года после рождения, а новая беременность не позволила бы этого делать.
Наложницы, то есть женщины, которые не прошли брачную церемонию, но жили с мужчиной как сожительницы или сексуальные партнёры, имели особый статус. В случае рождения ребёнка от наложницы мужчина был вынужден признать факт отцовства, но по истечении года с момента его рождения, чтобы иметь на него права, мужчина должен был взять в жёны свою наложницу. В обратном случае она уходила к родителям.

## Брак и семейная жизнь

### Церемония бракосочетания
Процедура бракосочетания — от выбора претендентов и сватовства до брачной ночи — представляла собой традиционную серию обрядов, сопровождаемую вмешательством жрецов.
Выбор невесты для своего сына осуществлял отец. Сперва её выбирали при помощи жрецов-астрологов, которые производили расчёты и предсказывали предполагаемую кандидатуру. Опираясь на мнение жрецов, отец отправлял стариков семейства к отцу невесты свататься с дарами, но, по традиции, первый раз отец невесты отказывал. Во второй раз он принимал дары, и семьи обсуждали предстоящее бракосочетание.
В день свадьбы устраивалось пышное застолье. Невесту переносили через порог свахи и усаживали её рядом с женихом. Каждый, кто присутствовал на церемонии, говорил свои наставления и напутствия в адрес молодожёнов. После основной части торжества устраивалась пьянка: все, кроме жениха и невесты, пили алкогольный напиток пульке. После окончания гуляний молодожёны уединялись на несколько дней.

### Рождение ребёнка
Рождение ребёнка в семье ацтеков было особым праздником, в честь которого устраивались четырёхдневные пиры. Женщина во время родов принимала отвар из трав. Её чтили как воина, считая, что родовые муки сопоставимы с муками воина на поле боя. Повивальная бабка помогала при родах, говоря ободряющие слова, а после родов пеленала младенца.
Рождение мальчика сопровождалось символическим обрядом посвящения в воины: ему вкладывали в руки игрушечное миниатюрное оружие и помогали им управлять. Девочкам давали прядильные инструменты. Каждому ребёнку выбиралось особое имя, значение которого связывалось с днём его рождения, в честь известного предка или какого-то события.